# Azzedine Amanallah
Azzedine Amanallah est un footballeur international marocain né le 7 avril 1956. Il a notamment évolué en France aux Chamois niortais.
- Azzedine commence sa carrière au club d'El Jadida où il évolue de cadet jusqu'en première division, durant une dizaine d'années.
- Il signe en 1983 un contrat de trois ans à Besançon qui évolue alors en Deuxième division.
- International marocain, il participe à la Coupe du monde au Mexique en 1986.

## Sélections en équipe nationale

### Les matchs "A"
1. 12/09/1976 Arabie Saoudite vs Maroc à Riyad 0 - 2 Amical…………………….1 But
2. 18/10/1976 Syrie vs Maroc à Damas 0 - 0 Jeux Panarabes 1976
3. 12/12/1976 Maroc vs Tunisie à Casablanca 1 - 1 Elim. CM 1978
4. 23/03/1977 Syrie vs Maroc à Damas : 0 - 2 Amical
5. 26/12/1977 Maroc vs Irak à Fès 0 - 0 Amical
6. 15/11/1981 Maroc vs Cameroun à Kénitra 0 - 2 Elim. CM 1982
7. 29/11/1981 Cameroun vs Maroc à Yaoundé 2 - 1 Elim. CM 1982
8. 25/08/1985 Casablanca : Maroc vs Zaire 1 - 0 Elim. CAN 1986
9. 23/04/1986 Irlande du Nord vs Maroc à Belfast 2 - 1 Amical

### Les matchs olympiques
1. 01/11/1987 Côte d’ivoire - Maroc à Abidjan 0 - 0 Elim. JO 1988
2. 15/11/1987 Maroc - Côte d’ivoire à Casablanca 2 - 1 Elim. JO 1988
3. 30/01/1988 Maroc - Tunisie à Rabat 2 - 2 Elim. JO 1988